# Nyárfaöves bagolylepke
A nyárfaöves bagolylepke (Catocala puerpera) a rovarok (Insecta) osztályának lepkék (Lepidoptera) rendjébe, ezen belül a bagolylepkefélék (Noctuidae) családjába tartozó faj.

## Előfordulása
A mediterrán területeken fordul elő elsősorban, Közel-Keleten, Közép-Keleten és Észak-Afrikában, a klímaváltozás miatt hazánkban is gyakori.

## Alfajok
- Catocala puerpera puerpera
- Catocala puerpera rosea (Algéria)
- Catocala puerpera pallida (Transcaspia, Xinjiang)
- Catocala puerpera syriaca (Izrael)

## Életmódja
A lepkék májustól júniusig repülnek, tápnövényük a nyárfa, Populus euphratica

## Fordítás
- Ez a szócikk részben vagy egészben  a   Catocala puerpera című angol Wikipédia-szócikk fordításán alapul.  Az eredeti cikk szerkesztőit annak laptörténete sorolja fel. Ez a jelzés csupán a megfogalmazás eredetét és a szerzői jogokat jelzi, nem szolgál a cikkben szereplő információk forrásmegjelöléseként.